# سیبیل مارستون (کشتی)
سیبیل مارستون (کشتی) (به انگلیسی: Sibyl Marston (ship)) یک کشتی بود که طول آن ۲۱۵ فوت (۶۶ متر) بود. این کشتی در سال ۱۹۰۷ ساخته شد.